# Паломнический туризм в России
Паломнический туризм в России — вид туризма в России, в котором паломники посещают священные места.

## Развитие паломнического туризма в России
Религиозный туризм начал развиваться после празднования тысячелетия крещения Руси в 1988 году некоторые храмы Москвы начали организовывать паломнические поездки во вновь открывшиеся монастыри: Оптину пустынь, Толгский Монастырь и другие.
В 1990-х годах в России возродился интерес паломничеству и туристические агентства для привлечения клиентов стали активно применять слово «паломничество». Организовывались поездки к священным местам Греции, Египта, Израиля.
В 2013 году Соловецкий монастырь посетило около 30 тысяч паломников, Валаамский монастырь посетило около 60 тысяч туристов и паломников.
По состоянию на 2014 год паломничество в пределах Российской Федерации осуществляют около 300 тысяч человек в год, средний возраст которых составляет от 45 до 50 лет.
Сложилось несколько направлений развития религиозного туризма в России — туры могут быть организованы туристическими фирмами, паломническими службами при крупных религиозных и светских организациях (например, «Паломник» — Международный фонд единства православных народов, «Радонеж» — Московская Патриархия), или паломническими службами, существующими при храмах.
По состоянию на 2015 год при храмах и монастырях Русской православной церкви действовало около 500 православных паломнических центров, при этом только 10 из них зарегистрированы в Едином федеральном реестре туристических операторов. Остальные не имеют возможности выполнять требование закона о финансовом обеспечении деятельности и, соответственно, юридического основания официально считаться паломнической службой, вследствие чего паломнические поездки, которые организованы ими можно приравнять к самодеятельным.
В 2015 году было подписано соглашение между Международной общественной организацией «Императорское Православное Палестинское Общество» и Министерством культуры Российской Федерации, в рамках которого запланированы проекты по привлечению иностранных паломников и туристов в Россию.
С 2016 года для популяризации паломнических и познавательных поездок в Россию среди иностранных граждан Федеральное агентство по туризму совместно с Патриаршим советом по культуре и телеканалом «Спас» ведут работу над федеральным проектом «Святыни России», который реализует Ассоциация специалистов по культурным маршрутам «Святыни неразделённого христианства» (учредители Всероссийская государственная библиотека иностранной литературы имени М. И. Рудомино и Межрегиональный союз туроператоров). В рамках проекта осуществляется съемка цикла телепрограмм о памятниках религиозной истории и объектах духовного наследия страны.

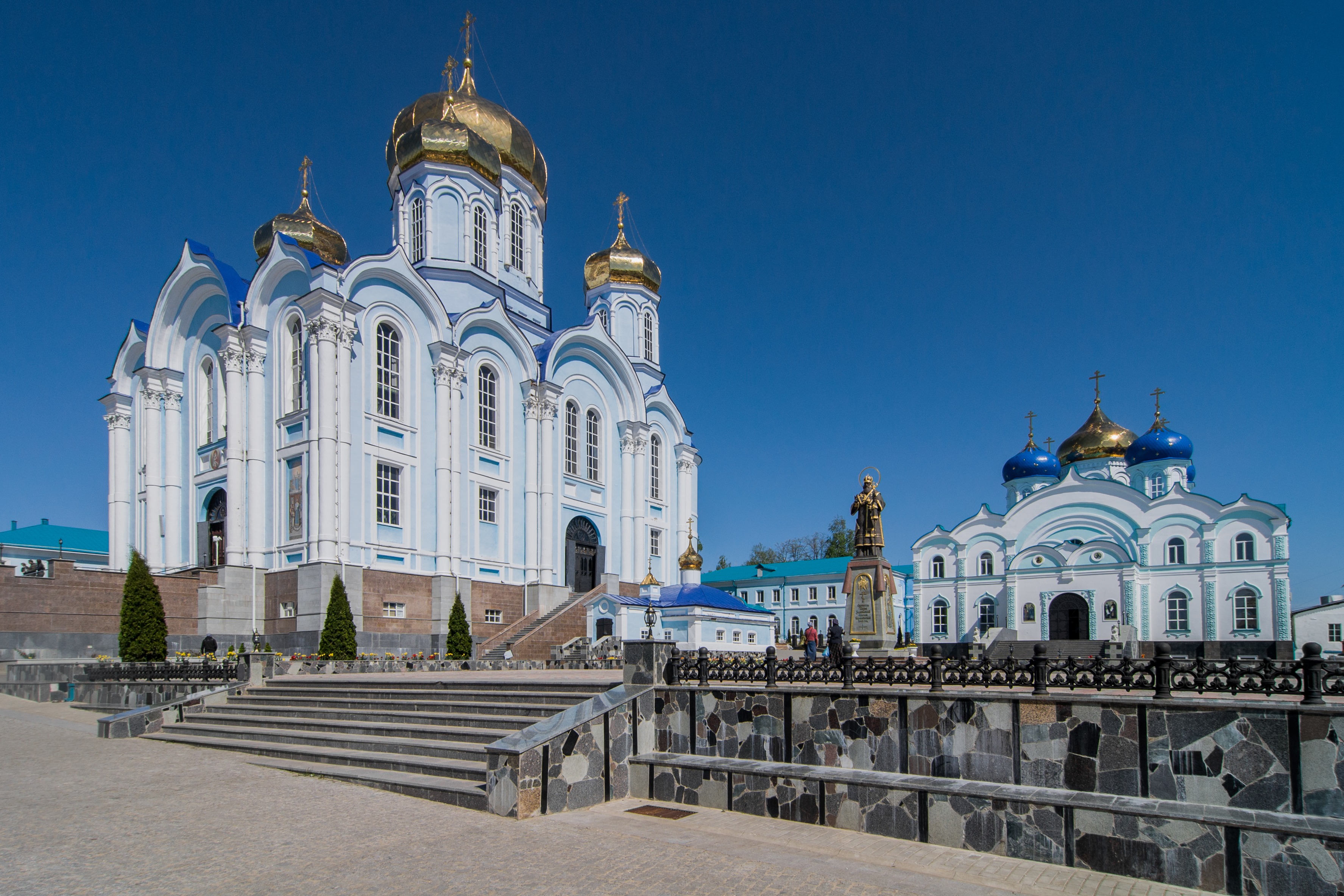
Задонский Рождество-Богородицкий монастырь
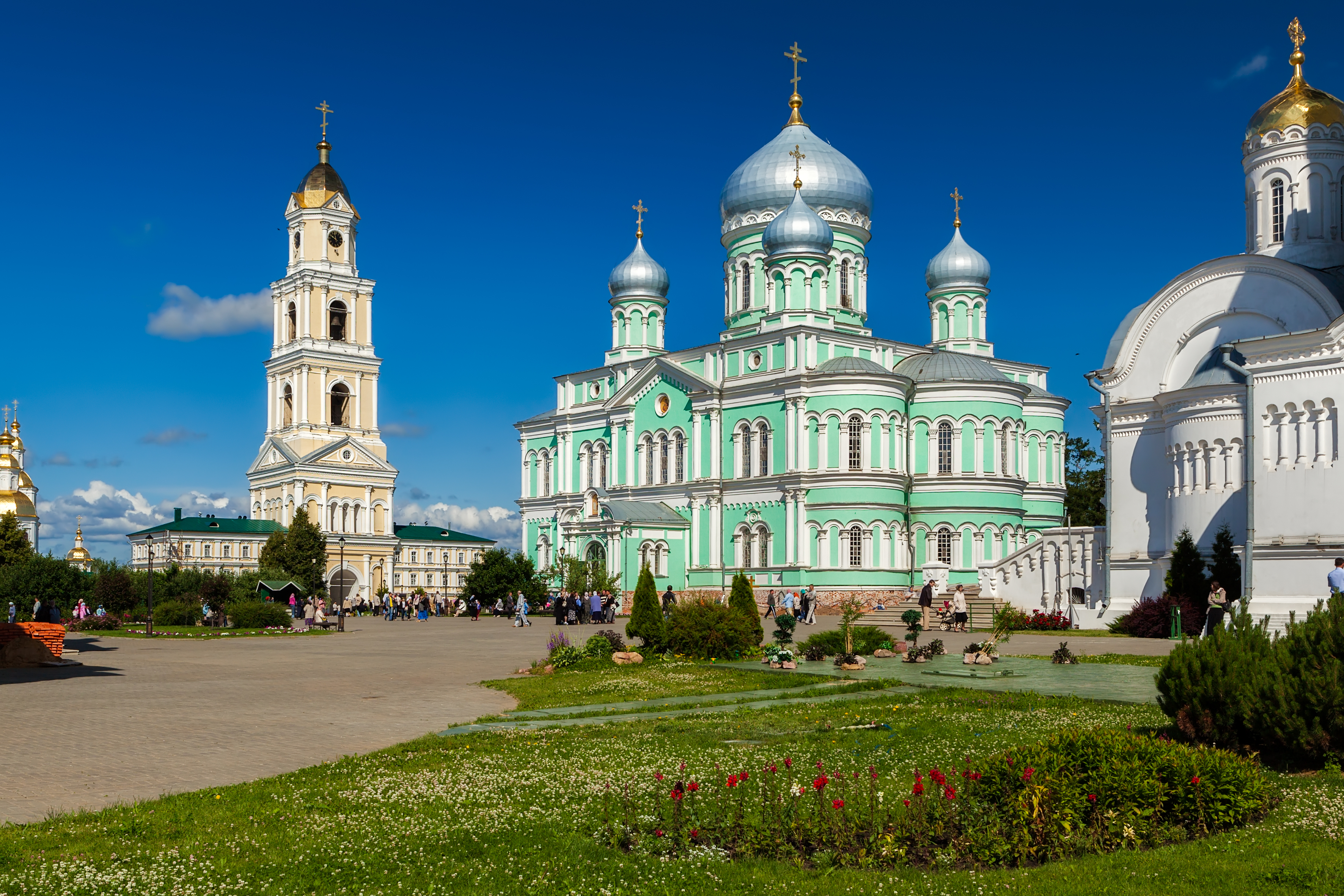
Дивеевский монастырь
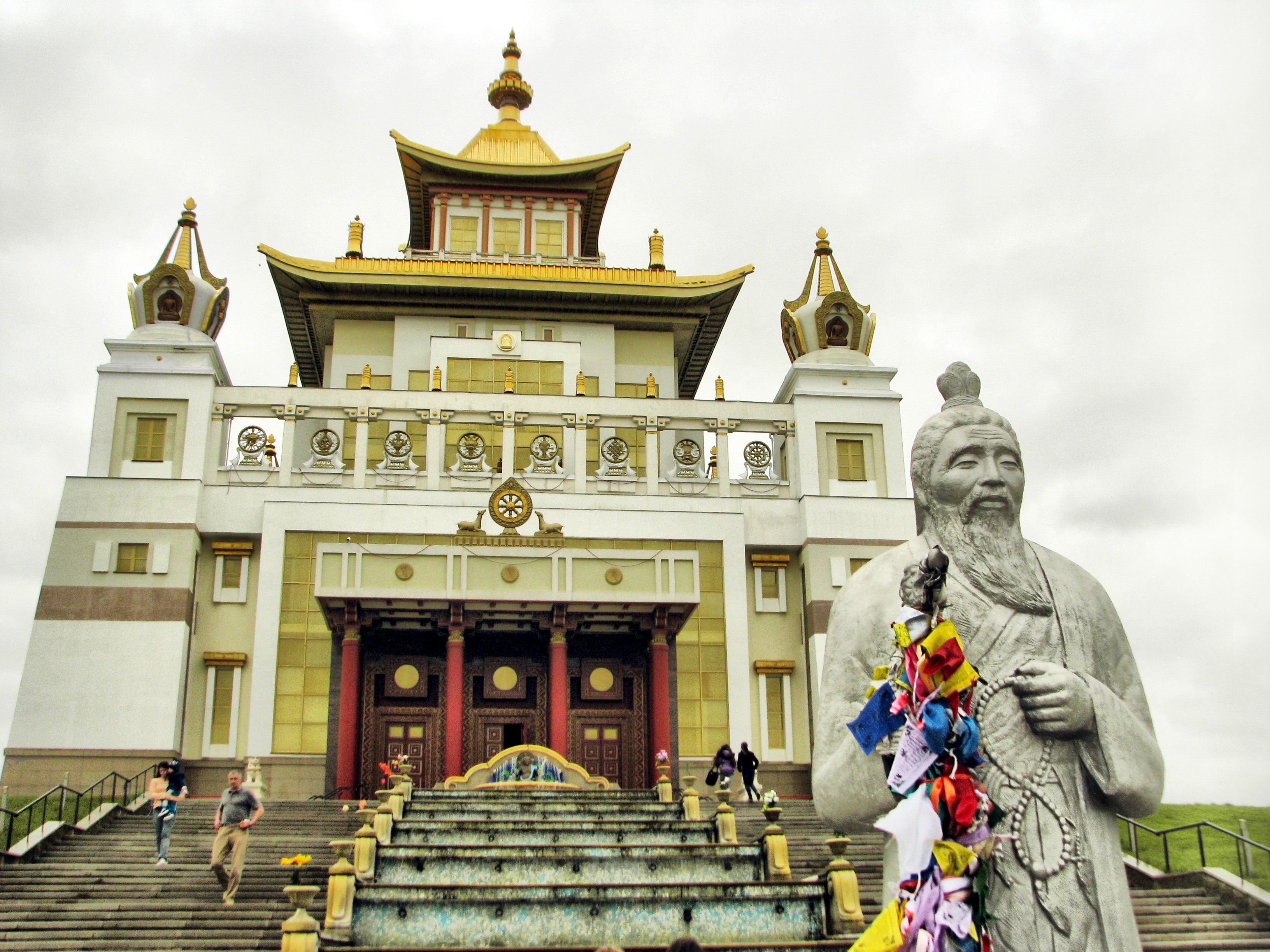
Золотая обитель Будды Шакьямуни и статуя Белого старца в Элисте
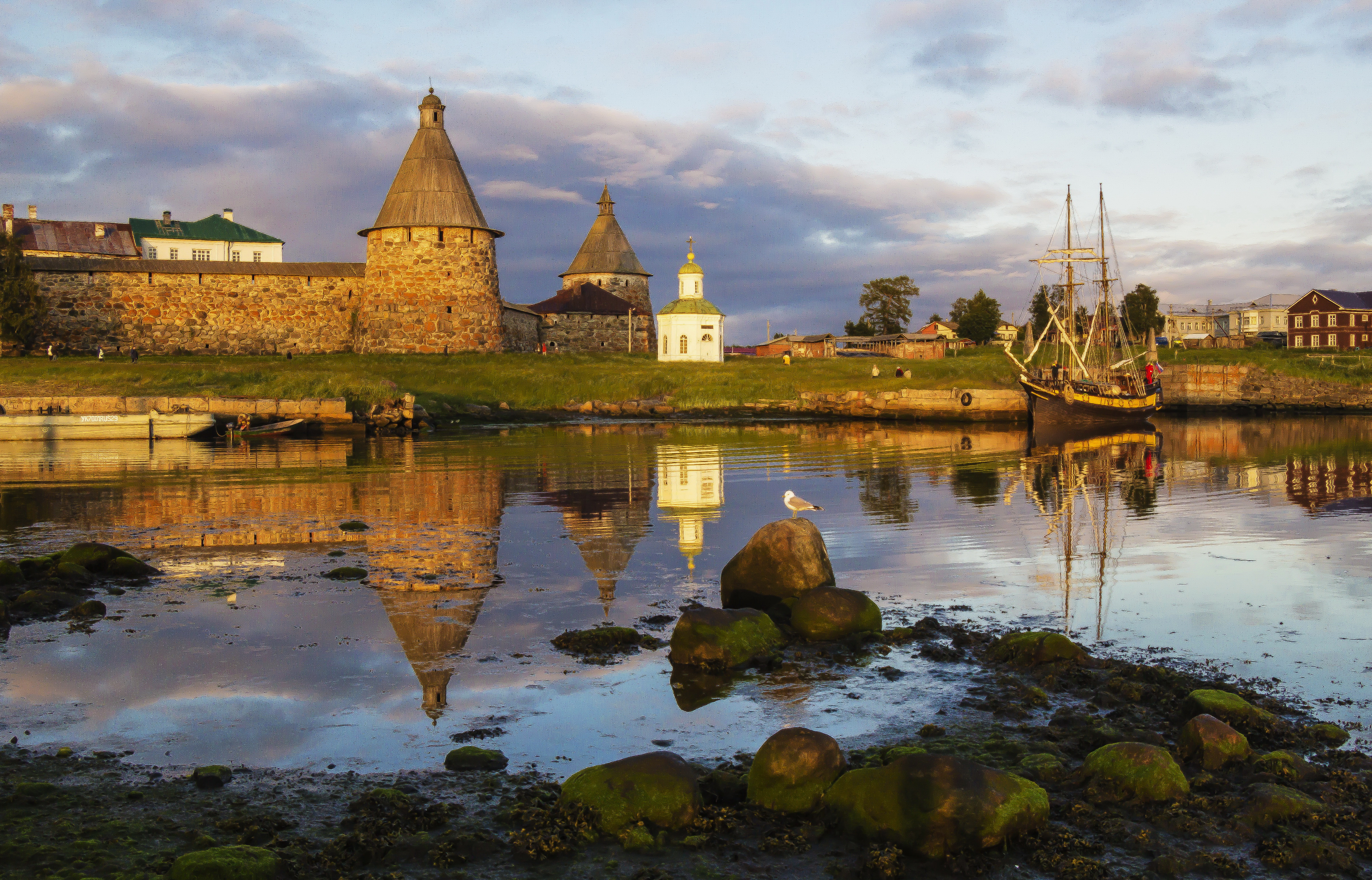
Соловецкий монастырь

## Паломнический туризм в России по регионам
В Центральном федеральном округе популярны маршруты по православным монастырям во Владимирской, Воронежской, Калужской, Костромской, Московской, Рязанской, Тверской, Ярославской и Смоленской областях, по «Золотому кольцу России». Паломнический туризм развит в Северо-Кавказском и Приволжском федеральном округе, Иркутской области и Прибайкалье.
Астраханская область:
Гора Большое Богдо является местом паломничества буддистов, так как согласно одному из преданий образовалась среди степи из священного камня, принесенного калмыками-пилигримами с Тянь-Шаня.
Калмыкия:
В Калмыкии буддизм признан официальной религией. В Элисте расположен самый большой в Европе буддийский храм Центральный хурул «Золотая обитель Будды Шакьямуни», рядом с которым находится самая большая в России и Европе статуя Будды, покрытая сусальным золотом и инкрустированная бриллиантами. При храме работает музей истории буддизма, среди экспонатов которого маски для Мистерии Цам, архивные фотографии. Расположение храма в столице республики делает его доступным для широких слоев населения. Средства размещения в хуруле не предусмотрены, туристы могут останавливаться в близлежащих отелях «Город шахмат», «Шанс», в гостиницах «Элиста» и «Белый лотос».
Также среди буддистских достопримечательностей региона присутствуют буддийский монастырь (хурул) Сякюсн-Сюме, статуя Будды, пагода «Семь дней», Цаган-Аманский хурул.
Кроме того объектом паломничества является памятник природы регионального значения «Одинокий тополь», высаженный буддийским монахом по имени Багдохна Хурлын Пурдаш Лам в 1846 году. В 2013 году вокруг тополя было обустроено буддийское святилище, включающее в себя 8 каменных прямоугольных белых постаментов — субурганов.
Костромская область: 
Кострома с ее православными святынями издавна привлекала паломников со всей России. Самыми известными лицами, совершившими паломничество к Костромским Святыням стали представители  царской династии Романовых, а первым паломником среди них был сам родоначальник, Михаил Фёдорович, совершивший со своей матушкой, инокиней Марфой Шестова, Ксения Ивановна в 1619 году паломничество в Макарьево-Унженский монастырь  в благодарность за освобождение из польского плена своего отца Филарет (патриарх Московский). С тех пор почти все цари из рода Романовых считали своим долгом посетить Костромскую землю и поклониться ее святыням.
Главной святыней Костромской земли является Чудотворный образ Феодоровской Божией Матери Феодоровская икона Божией Матери , который находится в Богоявленско-Анастасиин монастырь в Костроме. Празднования  с крестным ходом проходят ежегодно в день явления  Феодоровского образа  29 августа и 27 марта, в день благословения Чудотвороным образом Михаила Романова на царство. Традиционными местами паломничества являются : Ипатьевский монастырь, ИПредтеченский Иаково-Железноборовский монастырь ( пос. Борки, Буйскогок райна), Монастырь Святых Царственных Страстотерпцев  близ места подвига Ивана Сусанина (дер. Домнино Сусанинского района), Троице-Сыпанов Пахомиево-Нерехтски монастырь (с. Троица, г. Нерехта),  Свято-Успенская Тетеринская женская пустынь ( с. Тетернинсконе, Нерехтский район). В настоящее время в Костроме усилиями благодетеля Виктора Тырышкина возрождается Соборный ансамбль Костромского Кремля, Костромской кремль, полностью разрушенный в 1934 году.
Липецкая область:
Город Задонск является важным центром паломнического туризма. Паломники называют Задонский район «Русским Иерусалимом». В районе действуют четыре монастыря и десятки храмов в которые ежегодно съезжаются тысячи туристов и паломников России и зарубежья. Задонский Рождество-Богородицкий монастырь связан с именем святителя Тихона Задонского. В 1861 году во время причисления Тихона Задонского к лику святых и обретения его мощей собралось 300 тысяч паломников. В настоящее время в Задонский Богородицкий монастырь в престольный праздник и на крестный ход приезжают более 3000 паломников. При монастыре действует ряд бесплатных паломнических гостиниц.
Нижегородская область:
Обитель Дивеевского монастыря является местом паломничества. в Троицком соборе монастыря хранятся мощи Серафима Саровского. Для священников гостиницы обустроены на территории монастыря, для паломников построена гостиница на 460 мест в поселке Северный. По состоянию на 2009 год  поездки из Нижнего Новгорода в монастырь епархией организовывались три раза в неделю. Епархией и администрациями различного уровня организовываются единичные поездки для инвалидов, ветеранов и пенсионеров.
Чувашия:
В Чувашии для паломников доступны следующие места: святые источники в с. Абашево Чебоксарского района, святые источники «Семиключье», собор Тихвинского женского монастыря, собор Введения.
Чечня:
В селе Марзой-Мохк Веденского района, осуществляется проект туристского комплекса «Эрта», ориентированного на паломников из Дагестана,
Ингушетии, Кабардино-Балкарии, Сирии, Иордании, Турции, Германии, Китая, Казахстана, которые направляются к зиярату Хеди Кишиевой — святому месту захоронения матери религиозного философа-миротворца Кунта Хаджи Кишиева.

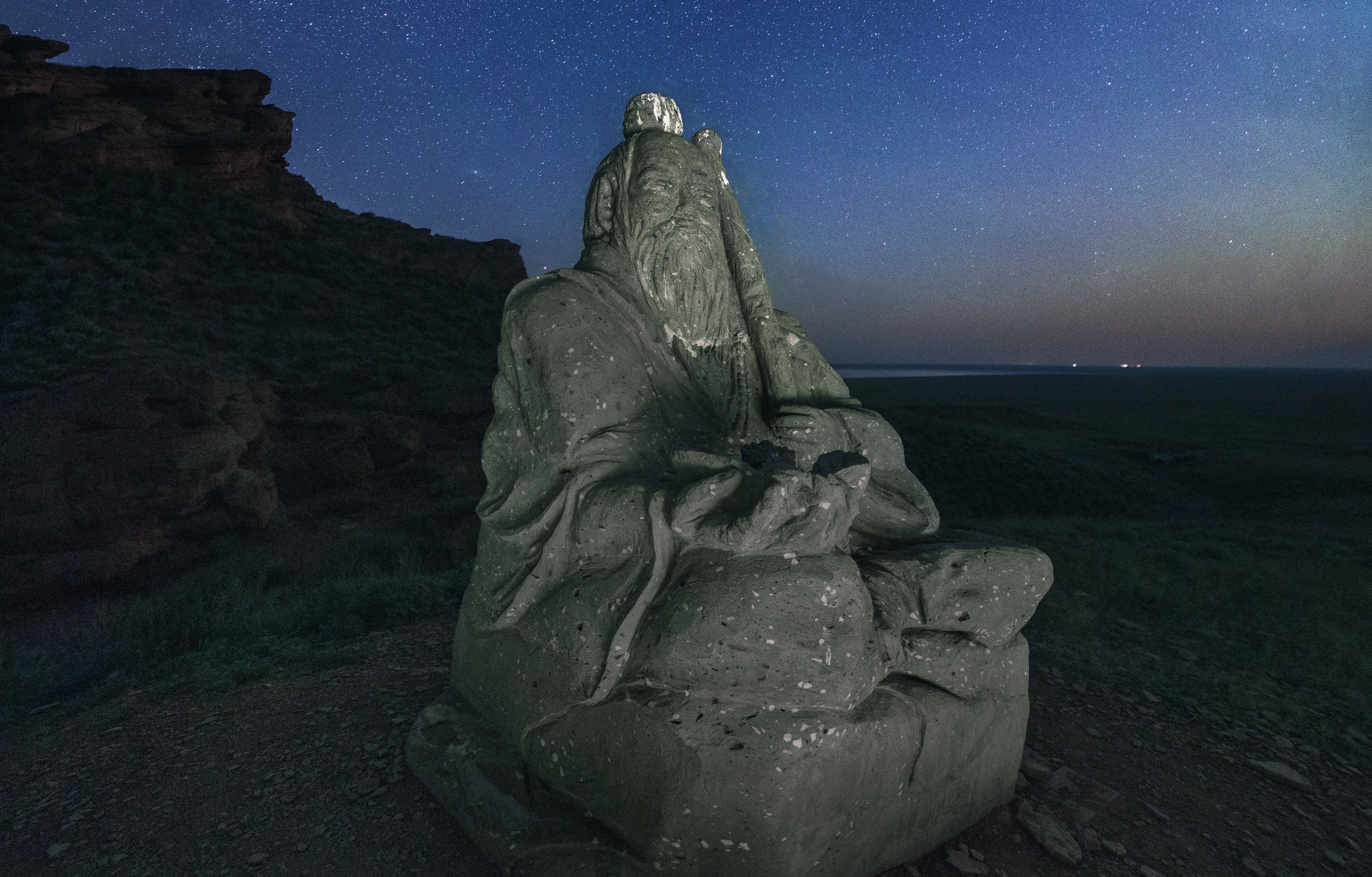
Гора Большое Богдо. статуя Белого старца
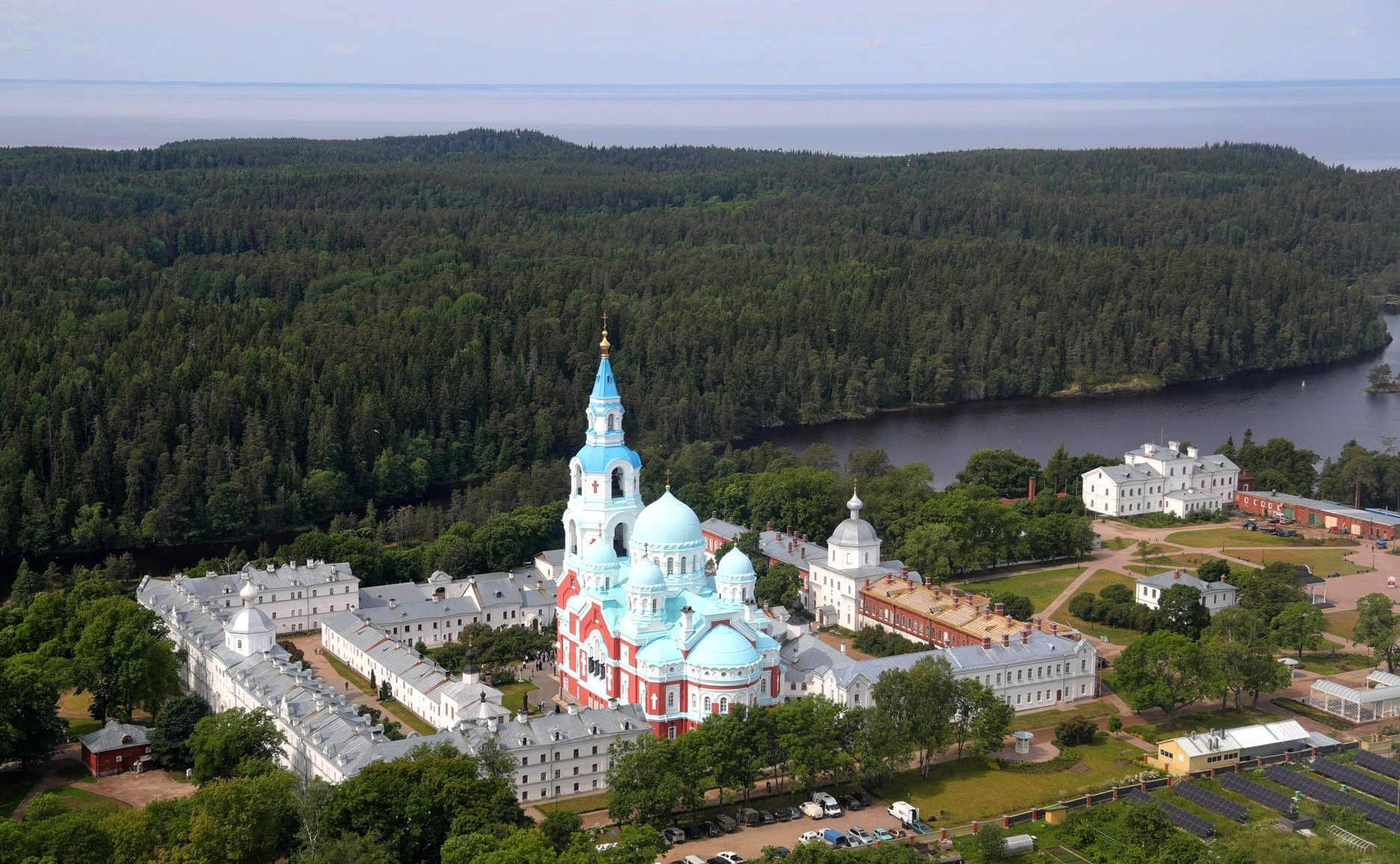
Валаамский монастырь
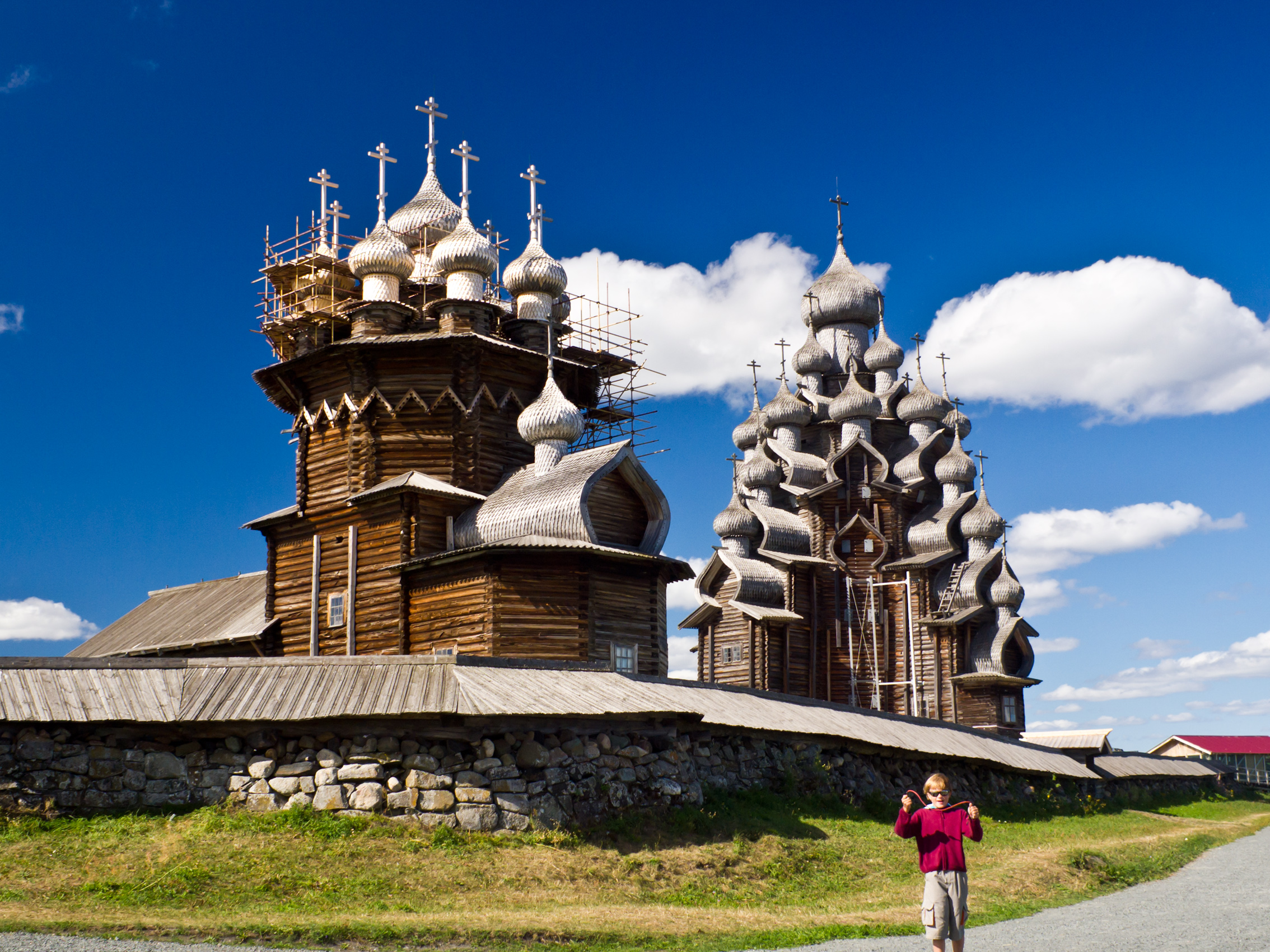
Церковь Преображения Господня на острове Кижи
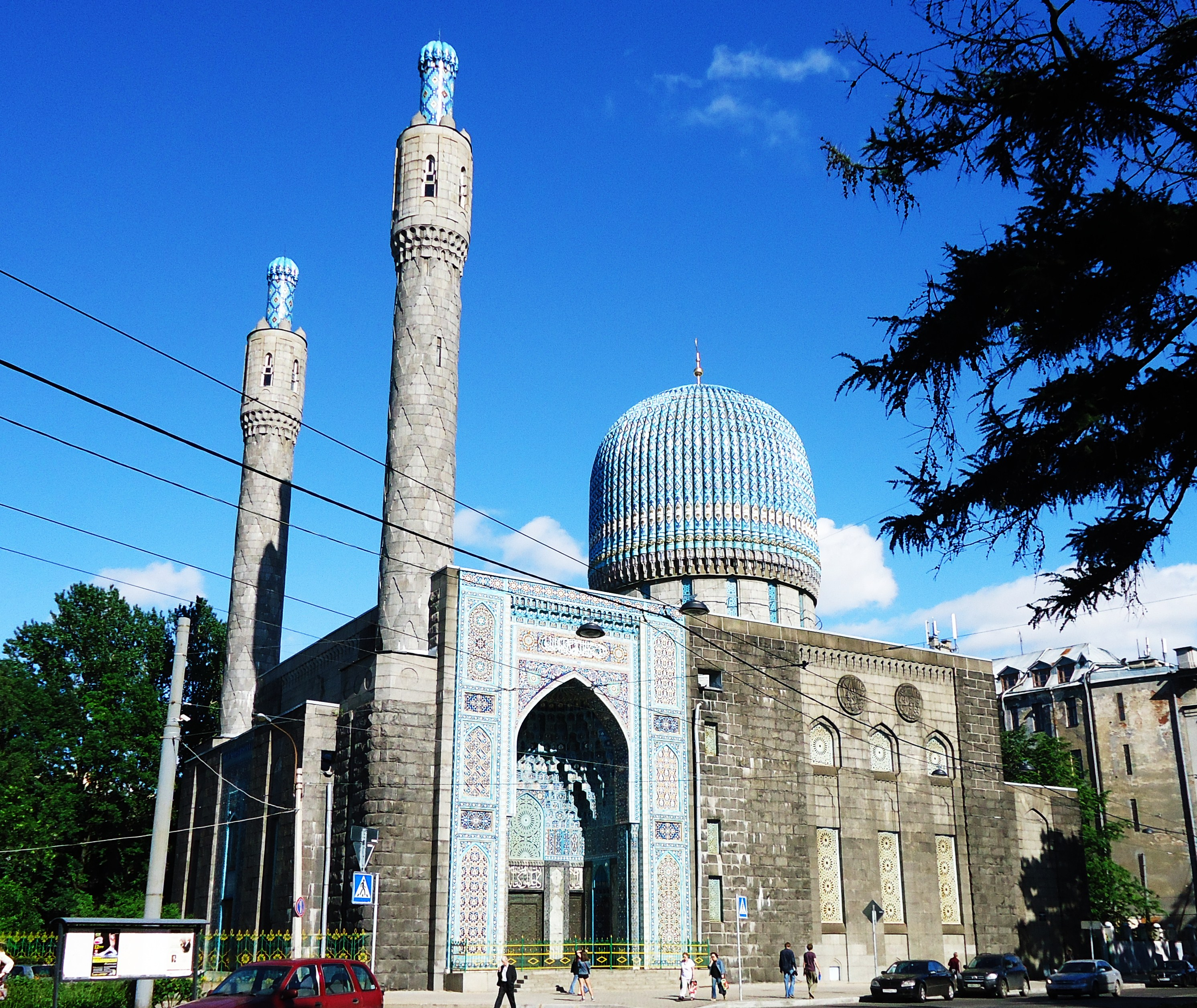
Санкт-Петербургская соборная мечеть